# Antoni Jodłowski
Antoni Jodłowski (ur. 5 września 1941 w Kowalowej, zm. 19 października 2021 w Krakowie) – polski archeolog, doktor habilitowany, profesor zwyczajny, specjalista w zakresie archeologii solnictwa i wczesnego średniowiecza, muzealnik, były dyrektor Muzeum Żup Krakowskich w Wieliczce, wykładowca Podyplomowego Studium Muzeologicznego Uniwersytetu Jagiellońskiego, członek Komitetu Historii Nauki i Techniki PAN oraz Komisji Archeologicznej oddziału PAN w Krakowie.

## Życiorys
W 1964 r. ukończył studia wyższe na kierunku archeologia polski na Uniwersytecie Jagiellońskim. Na tej samej uczelni uzyskał kolejne stopnie naukowe: doktora nauk humanistycznych w 1971 r. i doktora habilitowanego w 1976 r. Tytuł naukowy profesora otrzymał w 1994 z rąk ówczesnego prezydenta Rzeczypospolitej Polski, Lecha Wałęsy. W Muzeum Żup Krakowskich w Wieliczce pracował od roku 1964, gdzie przeszedł wszystkie stopnie pracy naukowej i zawodowej, tj. w latach 1964–1976 był kierownikiem działu archeologicznego, 1976–90  pełnił funkcję wicedyrektora ds. merytorycznych, natomiast od 1990 do 2015 r. pracował na stanowisku dyrektora tej instytucji.
Jako współwykonawca pełnej inwentaryzacji zabytkowych kopalń w Wieliczce i Bochni, z równoczesnym przygotowaniem założeń konserwatorskich ochrony zabytkowej kopalni soli w Wieliczce, działał przy sporządzeniu wniosku o wpisanie kopalni wielickiej na I Międzynarodową Listę Światowego Dziedzictwa UNESCO w 1978 r. Doprowadził do ukończenia odbudowy Zamku Żupnego w Wieliczce – największego architektonicznego zabytku w mieście – gdzie zlokalizowano siedzibę Muzeum Żup Krakowskich wraz z magazynami i wystawami, poszerzając znacząco istniejące ekspozycje muzealne. Uczestniczył także w działaniach związanych z wpisaniem Zamku Żupnego na Listę UNESCO w 2013 r. Jak mówił prof. Antoni Jodłowski: „Do dziś nie mogę odżałować, że Wieliczka nie ma okazałego certyfikatu jakim honorowano wszystkie obiekty i miejsca, wpisywane na listę UNESCO. Mamy tylko tę nieefektowną i skromną teczkę. To wszystko czym dysponujemy na potwierdzenie przynależności kopalni do światowego dziedzictwa kulturowego”.
Działał również poza sferą muzealną – od 1978 r. był wykładowcą Podyplomowego Studium Muzeologicznego Uniwersytetu Jagiellońskiego. Od 1972 r. był członkiem Komisji Archeologicznej oddziału PAN w Krakowie, a od 1990 r. należał do Komitetu Historii Nauki i Techniki PAN. Następnie w 1995 r. został powołany przez Prezydenta RP w skład Społecznego Komitetu Odnowy Zabytków Krakowa na okres czterech lat. Uczestniczył także w radach naukowych kilku muzeów w Polsce. W 1987 r. został członkiem Międzynarodowej Komisji Historii Solnictwa (Commision Internationale d’Histoire du Sel), w której pełnił funkcję wiceprezydenta.
Jego dorobek naukowy stanowią 42 przebadane stanowiska archeologiczne oraz 148 prac publikowanych w czasopismach polskich i zagranicznych, w tym ponad 106 samodzielnych publikacji (6 książek), głównie z zakresu warzelnictwa i górnictwa solnego.
Zmarł w dniu 19 października 2021.

## Odznaczenia
Profesor został odznaczony Srebrnym Krzyżem Zasługi (1985 r.), odznaką Zasłużony Działacz Kultury (1984 r.) oraz złotym medalem Zasłużony Kulturze Gloria Artis (2016 r.) przyznanym przez Ministra Kultury i Dziedzictwa Narodowego. Ponadto w 2014 r. otrzymał Krzyż Kawalerski Orderu Odrodzenia Polski nadany przez Prezydenta Rzeczypospolitej Polski z okazji Jubileuszu 50 lat pracy w Muzeum Żup Krakowskich Wieliczka. Był również wielokrotnie nagradzany za prace naukowe przez Ministra Nauki, Techniki i Szkolnictwa Wyższego (1982 r.) i Ministra Kultury i Sztuki (1989 r.).

## Życie prywatne
Miał żonę oraz dwóch synów. Pochowany na cmentarzu Rakowickim w Krakowie